# Bill Peduto
William "Bill" Peduto, född 30 oktober 1964, är en amerikansk demokratisk politiker. Han är Pittsburghs borgmästare sedan 2014.
Peduto växte upp i en katolsk familj och studerade under 1980-talet i ett år vid Carnegie Mellon University och bytte sedan till Pennsylvania State University. Han avbröt studierna den gången men lyckades 2007 slutföra studierna. År 2011 avlade han en påbyggnadsexamen vid University of Pittsburgh. Bill var med i serien undercoverboss år 2017